# 天主教利拉教區
天主教利拉教區（拉丁語：Dioecesis Lirensis）是烏干達一個羅馬天主教教區，屬古盧總教區。
教區成立於1968年7月12日，包括北部區南部八區。2004年有教友980,600人（佔轄區總人口56.0%）、二十個堂區、五十四名司鐸。現任教區主教為聖理諾·瓦諾克，榮休主教為若瑟·弗蘭澤利。